# Adolphe d'Hastrel
Cet article concerne le peintre Étienne Adolphe d'Hastrel de Rivedoux. Pour son père, le général d'Hastrel, voir Étienne d'Hastrel de Rivedoux.
Étienne Adolphe d'Hastrel de Rivedoux, plus connu sous le nom d'Adolphe d'Hastrel, est un capitaine d'artillerie de marine, un peintre, un aquarelliste et un lithographe français, né le 4 octobre 1805 à Neuwiller-lès-Saverne (Bas-Rhin) et mort le 1er juillet 1874 à Nantes (Loire-Atlantique).
Pendant une vingtaine d'années, il parcourut le monde et mit à profit ses missions militaires pour dessiner et peindre paysages, scènes de la vie quotidienne, types humains et costumes. À son retour, il publia lui-même une série d'albums lithographiques. Ses vues de diverses villes de France, dont Les Sables-d'Olonne et La Rochelle, de l'île Bourbon (La Réunion),, de la colonie du Sénégal, de Rio de Janeiro ou d'autres villes d'Amérique du Sud sont reproduites ou référencées dans nombre d'ouvrages d'histoire, d'histoire de l'art ou de dictionnaires, français ou étrangers. Adolphe d'Hastrel s'est également intéressé à la musique et aux débuts de la photographie, notamment aux daguerréotypes.

## Biographie
Fils cadet du baron Étienne d'Hastrel, général d'Empire doté d'une « impressionnante généalogie familiale qui plongeait ses racines jusqu'au cœur du XVe siècle », et de sa seconde femme Marie Louise Jeanne Zaepffel, belle-sœur du maréchal Clarke, Adolphe d'Hastrel est certes issu d'une famille de militaires, mais qui compte aussi dans ses rangs plusieurs membres présentant des aptitudes pour le dessin, dont le général lui-même. Le jeune Adolphe suit d'abord les traces de ses glorieux ancêtres, mais, si les armes semblent l'intéresser moins que les voyages et l'expression artistique, elles lui donneront néanmoins l'occasion de se consacrer à ses passions.
L'adolescent fréquente le collège militaire de la Flèche de 1816 à 1823. Reçu à Saint-Cyr en 1823, il en sort en 1825 pour s'engager comme simple canonnier dans la 8e compagnie d'artillerie de la marine de Toulon, mais gravira rapidement les échelons.
Le 22 septembre 1834 il épouse sa cousine, Louise-Sophie-Stéphanie d'Hastrel de la Chabossière avec laquelle il a deux enfants, Ludovic-Adolphe, futur artiste qui collaborera avec son père, et Louise-Cécile-Stéphanie, tous deux nés aux Sables-d’Olonne, respectivement en 1835 et 1837.
Le 14 juin 1836 Adolphe d'Hastrel s'embarque à bord de la corvette l'Aube comme lieutenant pour continuer ses services à l'île Bourbon où il séjourne du 24 septembre 1836 au 29 octobre 1837. Il croque et peint les paysages et les habitants de la colonie, tout particulièrement à Saint-Paul. Sensible aux innovations qui s'opèrent dans l'île, il dessine ouvrages d'art et canaux d'irrigation mis en place par les industriels du sucre. À l'occasion de ce lointain périple, il a fait aussi une première escale au Sénégal, en 1836.
En 1839, à bord du brick le Cerf, il part cette fois en Amérique du Sud pour participer à l'expédition du Río de la Plata. Dans cette région, la Guerra Grande (1839-1851) ensanglante l'Uruguay et plusieurs provinces argentines. Les troupes françaises interviennent dans le conflit, apportant leur renfort au général Rivera contre Rosas. Lorsque Montevideo est menacée, les résidents français participent aux travaux de fortification de la ville sous la direction d'Adolphe d'Hastrel, alors capitaine d'artillerie. À cette occasion il peint aussi une série d'aquarelles qui seront réunies dans l'Album de la Plata et réalise des enregistrements de musique populaire.

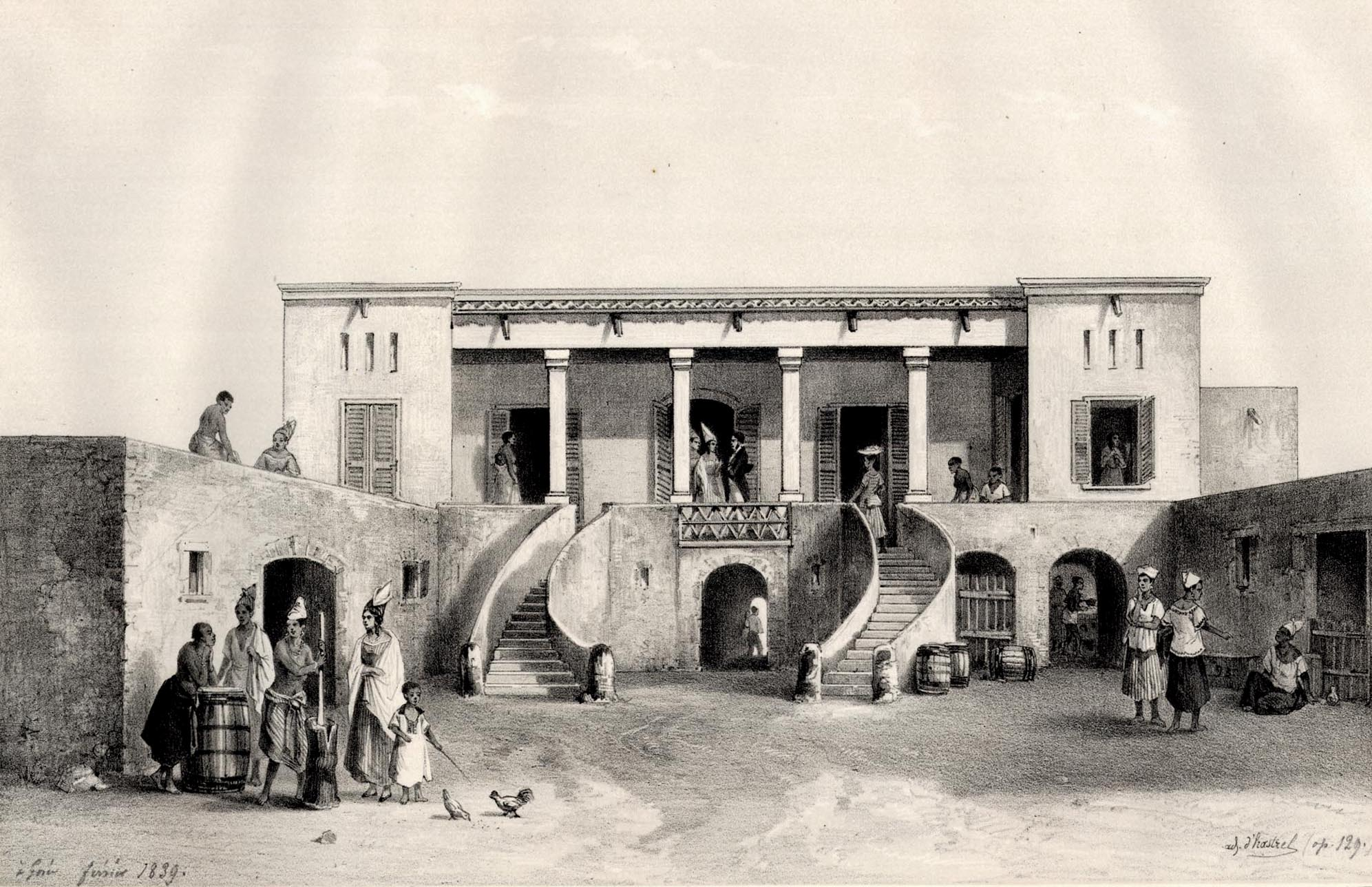
Une habitation à Gorée (maison d'Anna Colas), 1839.

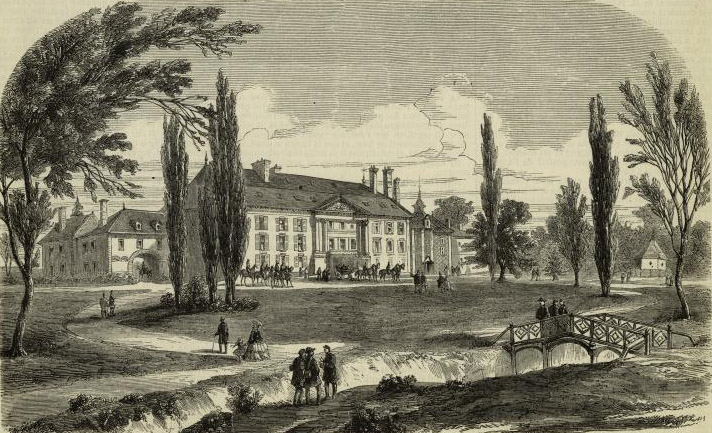
Le domaine impérial de la Motte-Beuvron, en Sologne (L'Illustration, 1858).

En 1839, en route pour l'Amérique du Sud, Adolphe d'Hastrel a fait une nouvelle halte au Sénégal et y a réalisé une série d'aquarelles, principalement sur l'île de Gorée — notamment une vue de la Maison d'Anna Colas, connue par la suite sous le nom de « Maison des Esclaves ». —, ou sur le continent tout proche.
Adolphe d'Hastrel rentre dans son pays sur le même bateau — le Cerf —, le 23 novembre 1840. D'après sa correspondance, il est de retour en mai 1841. Il obtient d'abord un congé, puis est nommé inspecteur d’armes à Rochefort, un poste qui, selon ses dires, convient bien à ses « relations et intérêts de famille, Rochefort n’étant qu’à 30 lieues d’Olonne » où reste sa famille, « à cause des chaleurs caniculaires de Rochefort. »
Au cours de ses nombreux voyages, Adolphe d'Hastrel s'est aussi rendu à l'île de Sainte-Hélène, où il a dessiné la tombe de Napoléon. En 1847, il est en Algérie, à Oran. En 1848 et 1849, il est de retour en Alsace. En 1850, il se rend à Monaco et en Angleterre.
Adolphe d'Hastrel a été nommé chevalier de la Légion d'honneur le 24 mars 1840. Le 12 octobre 1847 il est réformé. Le 14 décembre 1849 il est promu officier de la Légion d'honneur.
En 1847, la Société de géographie, particulièrement sensible à ses réalisations qu'elle juge « des plus pittoresques », les salue en ces termes :
« Son crayon facile a reproduit avec exactitude ce que trop souvent les artistes-voyageurs négligent, je veux parler du port des grands végétaux, de ce faciès qui forme le caractère distinctif des espèces, et dont le dessin seul peut donner une juste idée. Mais lorsqu'à côté de cette fidèle représentation de l'arbre exotique de la forêt vierge, on ajoute l'aspect des lieux, les rochers et les montagnes, lorsqu'on anime ce paysage original par des groupes de figures dont les physionomies s'harmonisent avec le costume et l'action, alors la scène est complète, et l'artiste vous fait partager toutes ses impressions. »
La fin de sa vie est moins bien connue. Installé à Nantes, il y meurt le 1er juillet 1874,

## Sélection d'œuvres graphiques
- Arbre du Conseil près de Dacar[réf. nécessaire].
- Tisserand à Gorée[réf. nécessaire].
- Hameau de Hann dans l'anse de Gorée[réf. nécessaire].
- Une habitation à Gorée (Maison d'Anna Colas)[réf. nécessaire].

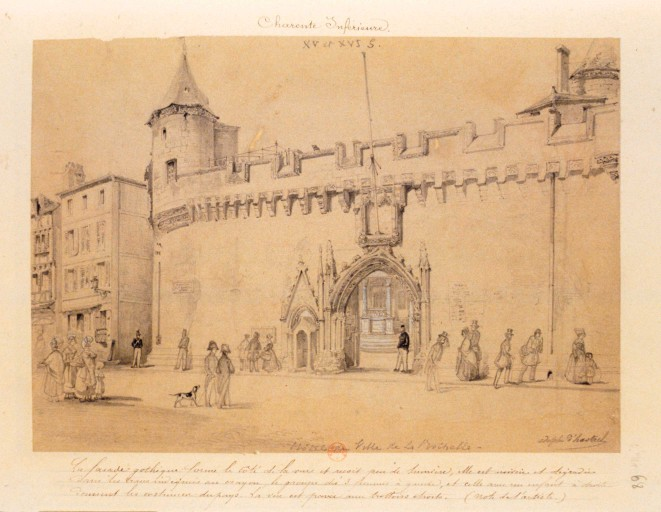
Hôtel de ville de La Rochelle, dessin à la mine de plomb, Paris, BnF.

- Rio de Janeiro dessiné du sommet du Corcovado, 1841[réf. nécessaire].
- Montevideo, lithographie, vers 1845[réf. nécessaire].
- Pont et aqueduc de Mr Marchand, Ravine à Marquet, 1847[réf. nécessaire].
- Igreja de Nossa Senhoras da Glória e Santa Luzia, lithographie, 1847[réf. nécessaire].
- Marchande de pains des environs de Lisbonne, vers 1850[21]
- La Rochelle. Place de l’Hôtel de Ville, s. d.[réf. nécessaire].
- Tour et église de Saint-Sauveur (La Rochelle), 1854[réf. nécessaire].
- Le Domaine impérial de la Motte-Beuvron, en Sologne, 1858[réf. nécessaire].

## Publications
- Premiers essais de lithographie, Paris, 1823 et ann.
- Album Rochelais, composé des vues les plus remarquables de la ville de la Rochelle, dessinées, d'après nature, par Adolphe d'Hastrel ; et lithographiées à deux teintes, par Hubert Clerget, A. Vigy, La Rochelle, 1845.
- Souvenirs de voyages,..., Delarue, Paris, 1846.
- Album de l'Ile Bourbon (publié en 3 livraisons avec texte) composé de trente-six études, sites, costumes etc., dessinés d'après nature par Adolphe d'Hastrel, chez V. Delarue, Impr. Lemercier, Paris, 1847, rééd. Jeanne Lafitte, Marseille, 1976.
- (es) Album de la Plata o colección de las vistas y costumbres remarcables de esta parte de la América del Sur, Gihaut Frères, Paris, 18??.
- (es) Recuerdos musicales (cantos populares, valsas...), recogidos en Montevideo, Paris, s. d.
- Rio-de-Janeiro ou, Souvenirs du Brésil. Dessinés d'après nature et dédiés à S.A.R. madame la princesse de Joinville, plusieurs pays, s. d.
- Album de tous les pays, composé d'un choix d'études, sites, costumes, etc., Goupil, Vibert et Cie, Paris, 1851
- Œuvre. Illustrations (1843-1863), s. d.
- Costumes. 24 pl. faisant partie de la collection publiée par Ch. Philippon sous le titre « Musées des costumes modernes », Paris, s. d.